# جيمس أ. بلاند
جيمس أ. بلاند (بالإنجليزية: James A. Bland)‏ هو كاتب أغاني وموسيقي أمريكي، ولد في 22 أكتوبر 1854، وتوفي في 5 مايو 1911 بسبب سل.

## وصلات خارجية
- جيمس أ. بلاند على موقع IMDb (الإنجليزية)
- جيمس أ. بلاند على موقع ميوزك برينز (الإنجليزية)
- جيمس أ. بلاند على موقع إن إن دي بي (الإنجليزية)
- جيمس أ. بلاند على موقع ديسكوغز (الإنجليزية)